# Cleidogona zempoala
Cleidogona zempoala är en mångfotingart som beskrevs av Chamberlin 1943. Cleidogona zempoala ingår i släktet Cleidogona och familjen Cleidogonidae. Inga underarter finns listade i Catalogue of Life.